# Stadtkirche Seelow

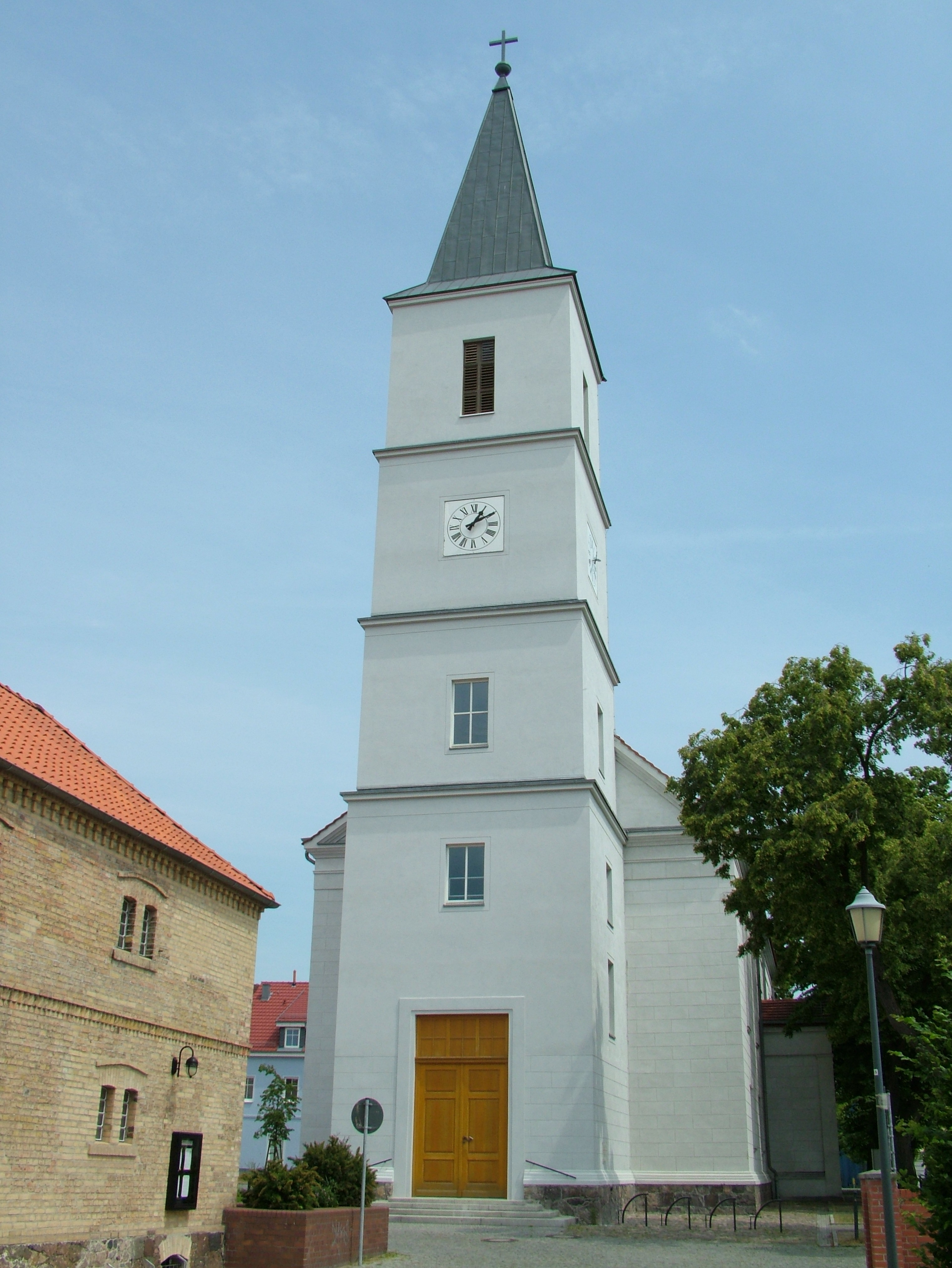
Stadtkirche Seelow

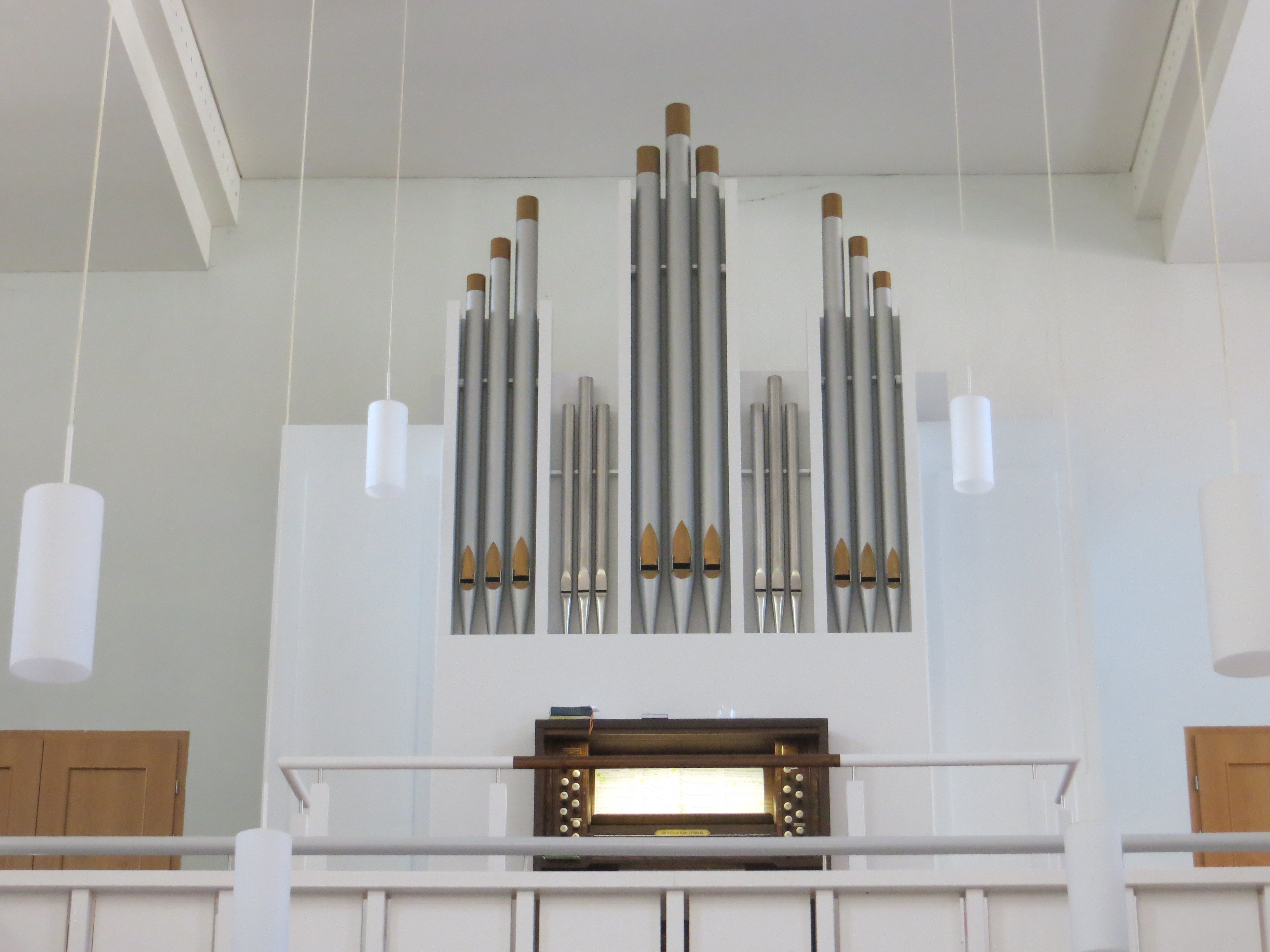
Bryceson-Orgel

Die evangelische, denkmalgeschützte Stadtkirche Seelow steht in Seelow, der Kreisstadt des Landkreises Märkisch-Oderland von Brandenburg. Sie gehört zum Kirchenkreis Oderland-Spree der Evangelischen Kirche Berlin-Brandenburg-schlesische Oberlausitz.

## Beschreibung
Die klassizistische Saalkirche wurde 1830–32 nach einem Entwurf des Architekten Eduard Jobst Siedler unter maßgeblicher Beteiligung von Karl Friedrich Schinkel nach dem Einsturz eines frühgotischen Vorgängerbaus neu errichtet. Sie besteht aus einem Langhaus, das mit einem Satteldach bedeckt ist, einem Kirchturm im Westen, auf dem ein vierseitiger Knickhelm sitzt, und einer halbkreisförmigen Apsis, die von Treppentürmen flankiert wird, die als Zugang zu den Emporen des Innenraums dienten. Das oberste Geschoss des Kirchturms beherbergt hinter den Klangarkaden den Glockenstuhl. Im Geschoss darunter befindet sich die Turmuhr. Bei der Sprengung des Kirchturms im Frühjahr 1945 wurde das Langhaus schwer beschädigt. Es wurde erst 1956 wieder aufgebaut. Der Kirchturm wurde erst 1990 wieder errichtet.
Die seit 2010 in der Kirche befindliche Orgel auf der oberen Empore wurde 1893 von den Orgelbauern Bryceson gebaut.